# Hope Crisp
Hope Crisp (* 6. Februar 1884 in London; † 25. März 1950 ebenda) war ein britischer Tennisspieler.

## Leben
Crisp, der 1884 im Londoner Stadtteil Highgate zur Welt kam, studierte an der Universität Cambridge. Von 1911 bis 1914 nahm er an Tennisturnieren teil. 1913 gewann er zusammen mit Agnes Tuckey gegen Ethel Thomson und James Parke die erste offizielle Meisterschaft im Mixed der Wimbledon Championships.
Während des Ersten Weltkriegs wurde er im April 1915 bei Ypern schwer verwundet, so dass ihm ein Bein amputiert werden musste. Nach dem Krieg nahm er mit einer Beinprothese an Tennisturnieren teil. 1919 spielte er an der Seite von Mrs. Perret in Mixed-Wettbewerb von Wimbledon, verlor jedoch bereits das erste Spiel.
Er starb 1950 im Alter von 66 Jahren im Londoner Stadtteil Roehampton.

## Mixed-Titel
| Nr. | Jahr | Turnier                 | Partner      | Finalgegner                        | Endergebnis     |
| 1.  | 1913 | Wimbledon Championships | Agnes Tuckey | James Parke Ethel Thomson-Larcombe | 3:6, 5:3 aufgg. |